# نقد ادبی (کتاب)
نقد ادبی کتابی است از آثار عبدالحسین زرین‌کوب. درون مایهٔ این کتاب شرح و بسط نقد و تاریخ نقّادی آثار ادبی‌است. نسخهٔ اولیهٔ کتاب که به حدود سال ۱۳۳۸ خورشیدی تدوین گشته است در دو مجلد است.
بعدها خود زرین‌کوب، خلاصه‌ای از این دو جلد را تحت عنوان «آشنایی با نقد ادبی» تهیه و به چاپ سپرد.